# District de Viana do Castelo
Pour les articles homonymes, voir Viana.
Le district de Viana do Castelo est un district du Portugal.
Superficie : 2 220,33km² (le plus petit district portugais - 18e rang).
Population en 2004 : 251 937.
En matière statistique, les 19 municipalités sont également constitutives de la sous-région du Minho-Lima (qui coïncide donc exactement avec le district), elle-même constitutive de la région Nord

## Composition du district
Le district de Viana do Castelo comprend 10 municipalités :
| Nom du district       | Superficie km² | Population (2004) | Densité hab./km² |
| --------------------- | -------------- | ----------------- | ---------------- |
| Arcos de Valdevez     | +0455,89       | +024 635,         | +0055,25         |
| Caminha               | +0129,66       | +016 926,         | +0130,54         |
| Melgaço               | +0239,04       | +009 739,         | +0040,74         |
| Monção                | +0211,51       | +019 842,         | +0093,81         |
| Paredes de Coura      | +0138,02       | +009 409,         | +0068,17         |
| Ponte da Barca        | +0184,76       | +013 026,         | +0070,5          |
| Ponte de Lima         | +0321,2        | +044 609,         | +0138,67         |
| Valença               | +0117,43       | +014 284,         | +0121,64         |
| Viana do Castelo      | +0314,36       | +090 654,         | +0288,38         |
| Vila Nova de Cerveira | +0108,46       | +008 813,         | +0081,26         |
| ~ Ensemble ~          | +2 220,33      | +251 937,         | +0113,47         |